# Bains publics Asser Levy
Les Bains publics Asser Levy (Asser Levy Public Baths), qui font maintenant partie du centre de loisirs Asser Levy, est un bâtiment historique situé au coin de Asser Levy Place et de la East 23rd Street à Kips Bay, à Manhattan, New York. Il a été nommé d'après Asser Levy (en), l'un des premiers citoyens juifs de New York, et un ardent et influent défenseur des libertés civiles ; il a été construit en 1904–06  et conçu par Arnold W. Brunner et Martin Aiken de la firme Brunner & Aiken.

## Histoire

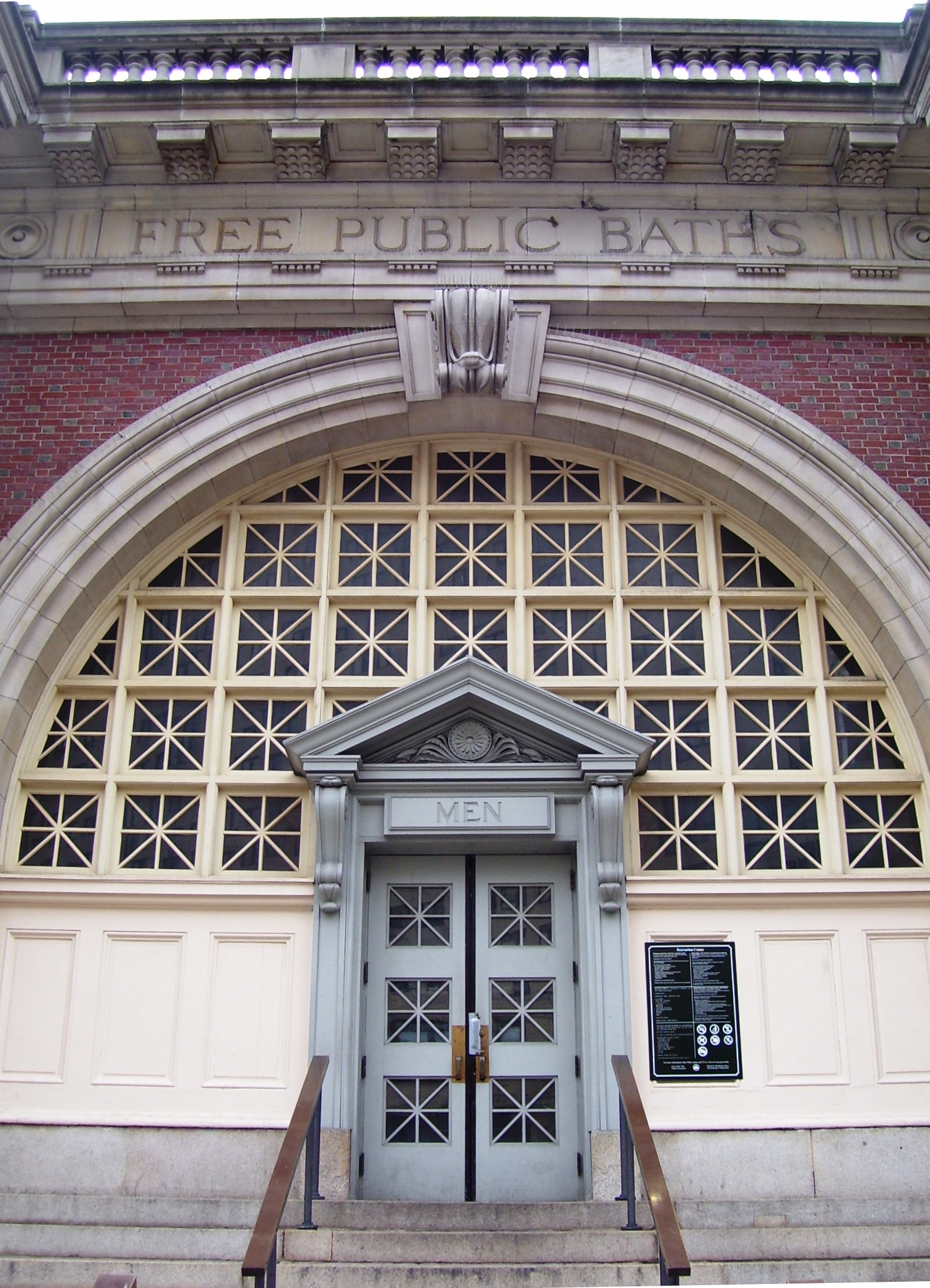
L'une des entrées des bains publics, qui étaient autrefois divisées par sexe

Les Bains publics étaient un élément important de l'effort visant à atténuer les problèmes sanitaires dans la ville. De nombreux New-Yorkais, en particulier les immigrants vivant dans des logements surpeuplés, n'avaient aucun endroit pour se baigner – une enquête de 1896 a révélé qu'il y avait une baignoire dans le Lower East Side pour 79 familles  – et des réformateurs sociaux progressistes ont poussé à la construction de Bains publics sur le modèle de ceux de la Rome antique  . En 1895, l'État a adopté une loi exigeant que les localités construisent des bains publics, mais New York n'a pas construit ses premiers bains publics, sur Rivington Street, avant 1901. En 1903, le département des quais et des ferries de la ville a libéré des terrains pour un nouveau Bain public sur la 23e rue, qui s'appelait à l'origine le bain public de la 23e rue Est. Le dessin de Brunner & Aiken de style néo-romain a également été inspiré par les bains romains et le mouvement " City Beautiful ". Le bâtiment abrite maintenant deux piscines, une en plein air pour une utilisation en été et une en intérieur pour le reste de l'année, et un club de santé publique. Il fait partie du centre de loisirs Asser Levy, qui comprend également le terrain de jeu Asser Levy à côté.

## Protection
Le bâtiment des bains publics Asser Levy, qui a été restauré par le département des parcs et des loisirs de la ville de New York en 1988-1990  été désigné monument historique de la ville de New York en 1974  et a été ajouté au registre national des monuments historiques en 1980. Le Bain et le gymnase, de la même époque, de la 54e rue Est, au 348, 54e rue Est, est également un paysage désigné.